# Minidorysthetus escalonai
Minidorysthetus escalonai är en skalbaggsart som beskrevs av Soula 2006. Minidorysthetus escalonai ingår i släktet Minidorysthetus och familjen Rutelidae. Inga underarter finns listade i Catalogue of Life.